# Rhamphomyia incompleta
Rhamphomyia incompleta är en tvåvingeart som beskrevs av Friedrich Hermann Loew 1863. Rhamphomyia incompleta ingår i släktet Rhamphomyia och familjen dansflugor. Inga underarter finns listade i Catalogue of Life.